# Valentín Gama
José Inés Valentín Gama y Cruz  (San Luis Potosí, 21 de enero de 1868- Ciudad de México, 3 de enero de 1942)  fue ingeniero, astrónomo, político y educador mexicano, que se desempeñó como rector de la Universidad Nacional de México entre 1914 y 1915, entre otros cargos directivos.
Fue hijo de José Ignacio Matilde Gama Salcedo y de Concepción Cruz y Castro. Sus hermanos fueron María Francisca, María Eufrasia, Francisco, José María, Juan de la Cruz José, entre otros. En matrimonio con Enriqueta Dolores Francisca Bustamante Rivera tuvo a su hija Luz Gama Bustamante. Fue tío materno del abogado y revolucionario Antonio Díaz Soto y Gama así como pariente de Gustavo del Castillo y Gama, quien fundó la Escuela de Física de la Universidad Autónoma de San Luis Potosí.

## Biografía
Valentín Gama cursó sus estudios preparatorianos en el Instituto Científico y Literario de San Luis Potosí; en la Escuela Nacional Preparatoria solicitó su certificación, para continuar con su educación en la Escuela Nacional de Ingenieros.  Presentó su examen profesional como ingeniero geógrafo el 21 de enero de 1891.
En 1889 obtuvo el empleo de conserje del Observatorio Astronómico de Tacubaya; luego fue ayudante observador y calculador, astrónomo adjunto, astrónomo auxiliar y subdirector (1913) del Observatorio Astronómico Nacional.
Otros empleos de Valentín Gama fueron los siguientes: miembro de la Comisión Internacional de Límites entre Estados Unidos y México; secretario de Fomento (bajo la presidencia de Eulalia Gutiérrez Ortiz, Convención de Aguascalientes); y entre 1909 y 1915 fue vocal de la Junta Superior del Catastro de la Dirección de Catastro de la Ciudad de México.
En el ámbito de la docencia impartió las siguientes asignaturas: Mecánica analítica y Mecánica general en la Escuela Nacional de Ingeniería; Curso teórico-experimental de Mecánica y óptica así como Topografía e hidrografía en la Escuela Nacional de Altos Estudios; Matemáticas y Cosmografía en la Escuela Nacional Preparatoria. 
En 1905 Gama tuvo la misión oficial de viajar a Europa y conocer la mejor forma de impartir las clases de Mecánica analítica, por lo que en 1906 la Escuela Nacional Preparatoria le solicitó realizara un conveniente texto de estudio. Así escribió “Nociones fundamentales de Mecánica”, que se publicó en 1912.
Entre 1890 y 1936, Valentín Gama produjo y publicó un total de 25 artículos y siete libros y folletos sobre Astronomía, Física, Geodesia, Geografía y cartografía, Instrumentación y Matemáticas. Participó como director en el Boletín del Observatorio Astronómico Nacional en 1912.
Los cargos directivos que tuvo en la Universidad Nacional de México fueron los siguientes: director de la Escuela Nacional Preparatoria (14 de marzo de 1912 al 28 de febrero de 1913); decano de la Subdirección de Ciencias Físicas de la  Escuela Nacional de Altos Estudios (1913-1914) y director de la Escuela Nacional de Ingenieros (1913). 
Asumió la Rectoría de la  Universidad Nacional de México del 11 de septiembre al 4 de diciembre de 1914, y posteriormente volvió al cargo entre el 26 de abril y el 11 de junio de 1915. Se conservan sus actas de protesta, y en el único discurso que dio en 1914 se aprecia la tensión revolucionaria del momento, asunto que explica la brevedad y el retorno de su rectorado.
| Predecesor: Ezequiel A. Chávez | Rector de la Universidad Nacional Autónoma de México 1914 - 1915 | Sucesor: José Natividad |

## Publicaciones
- Ensayo sobre los métodos que deben emplearse en el levantamiento de los planos de terrenos baldíos y determinación de la tolerancia en el cierre de los polígonos, México, Secretaría de Fomento, 1899, 48 p.
- con Edmundo de la Portilla, Tablas o ábaco para la determinación del azimut por medio de la polar y ábacos para la estadía, México, Imprenta y fototipia de la Secretaría de Fomento, 1909, 34 p.
- Nociones fundamentales de mecánica, México, Tip. Viuda de F. Díaz de León, 1912, 467 p.
- Escarceos sobre la enseñanza preparatoria por Un pobrecito hablador [Valentín Gama], México, s/e, 1912.
- Memoria para la carta del Valle de México, México, Poder Ejecutivo Federal, Departamento de Aprovisionamientos Generales, Dirección de Talleres Gráficos, 1920, 57 p.
- Métodos que conviene emplear para la continuación de los trabajos geográficos de México, México, Continental Edits, 1926, 26 p.
- La propiedad en México: la Reforma agraria, México, Empresa editorial de Ingeniería y Arquitectura, 1931, 144 p.
- Introducción al estudio de la gravimetría, México, Imprenta Reveles, 1931, 100 p.

## Reconocimientos
En San Luis Potosí se localiza la Escuela Primaria “Valentín Gama y Cruz”, col. Del Parque así como la escuela preescolar “Valentín Gama y Cruz”, en la colonia Loma Prieta, También se ubica la escuela primaria "Valentín Gama y Cruz" en Ciudad Satélite, además una calle lleva su nombre, localizada en la colonia Miguel Hidalgo, ayuntamiento Tlalpan, Ciudad de México.